# Кропива
Кропи́ва́ — рід рослин родини кропивові. Більшість видів рослин цього роду трав'янисті багаторічні рослини, але деякі з них є представниками однорічних, а деякі з них чагарникові. Більшість видів мають жалкі волоски на стеблах і листі.
Діалектна назва жали́ва.

## Використання й поширення
Лікарська рослина, зі стебел одержують волокно, росте у вільшняках, садах, чагарниках. В Україні 5 загальновизнаних видів, ще один таксон — Urtica galeopsifolia J.Jacq. ex Blume потребує подальших досліджень.

## Види
Рід включає приблизно 45 видів. Ті види, що позначені зірочкою (*), поширені в Україні:
- Urtica angustifolia
- Urtica ardens
- Urtica aspera
- Urtica atrichocaulis
- Urtica atrovirens
- Urtica australis
- Urtica cannabina — Кропива коноплева*
- Urtica chamaedryoides
- Urtica dioica — Кропива дводомна*
- Urtica dubia
- Urtica ferox
- Urtica fissa
- Urtica gracilenta
- Urtica hyperborea
- Urtica incisa
- Urtica kioviensis — Кропива київська*
- Urtica laetivirens
- Urtica linearifolia
- Urtica mairei
- Urtica massaica
- Urtica membranacea
- Urtica morifolia
- Urtica parviflora
- Urtica peruviana
- Urtica pseudomagellanica
- Urtica pilulifera — Кропива кулястоквіткова*
- Urtica platyphylla
- Urtica procera
- Urtica pubescens
- Urtica rupestris
- Urtica sondenii
- Urtica taiwaniana
- Urtica thunbergiana
- Urtica triangularisa
- Urtica urens — Кропива жалка*

## У культурі

### Геральдика
У геральдиці схематичне зображення листя кропиви у вигляді срібного (білого) гостряка, що жалить, використовується як гербова фігура на гербі Гольштейну. Він є складовою герба німецької федеральної землі Шлезвіг-Гольштейн, гербах земельних громад, а також присутній на історичних гербах данських монархів.

Гольштейн
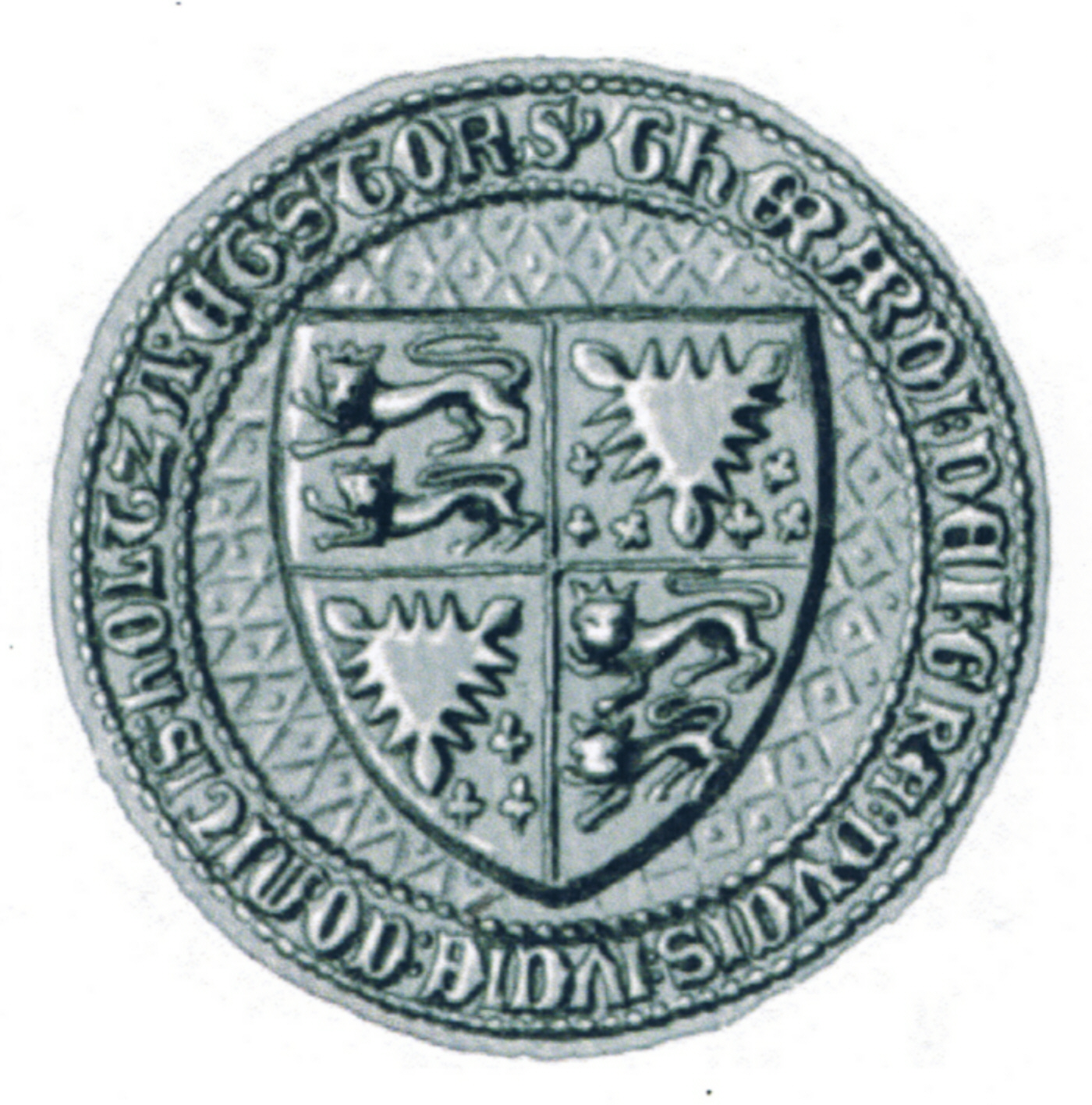
Печатка Гергарда VI 1395
Шлезвіг-Гольштейн 1867
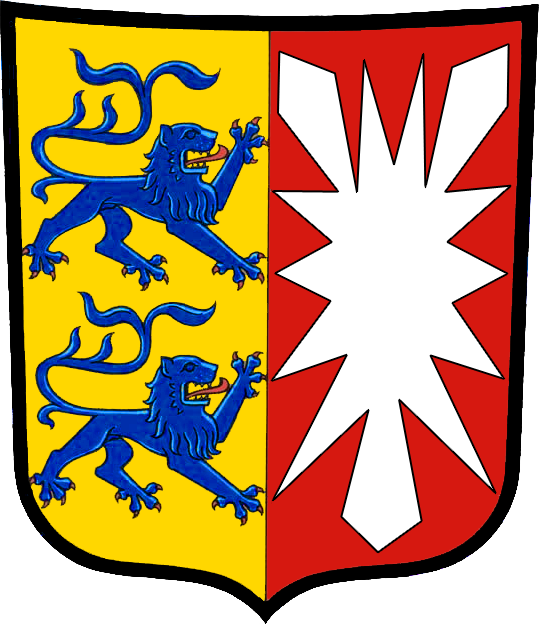
Шлезвіг-Гольштейн 1957